# 비강

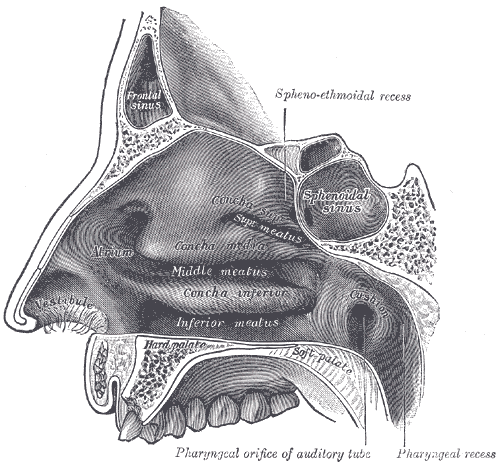
비강의 단면.

비강(鼻腔)은 얼굴의 가운데, 코의 등쪽에 있는 코 안의 빈 공간을 말한다. 두 개의 콧구멍의 호흡 통로가 된다.

## 비강의 질환
- 비중격 만곡증
- 비용종
- 코피
- 비염
- 코뼈 골절
- 감기

## 같이 보기
- 비강음
- 부비동